# Риттер, Билл
Огуст Уилльям «Билл» Риттер-младший (англ. August William «Bill» Ritter, Jr.; род. 6 сентября 1956, Денвер, Колорадо, США) — американский политик, 41-й губернатор штата Колорадо от Демократической партии.

## Биография

### Ранние годы и образование
Билл Риттер родился в Денвере. Он был шестым ребёнком в семье среди 11 братьев и сестёр и вырос на ферме, расположенной на востоке от города Орора. Риттер учился в средней школе Ороры и, в 1970—1972 годах, в католической средней школе Св. Антония в Сан-Антонио, Техас. Его отец, Билл, работал в строительной отрасли, а мать, Этель, сначала была домохозяйкой, а когда Билл подрос, пошла работать бухгалтером. В 14 лет Риттер начал работать на стройке, где вступил в профсоюз. Благодаря работе и студенческим займам он смог оплатить учёбу в университете. В 1978 году Риттер получил степень бакалавра в области политологии в университете штата Колорадо, а в 1981 году — степень доктора права в юридической школе Колорадского университета в Боулдере.

### Карьера
В 1981 году Риттер стал заместителем окружного прокурора города и округа Денвер. В 1987 году Риттер и его жена Дженни переехали в Замбию в качестве миссионеров католической церкви, где они открывали пункты распределения продовольствия и образовательный центр. По возвращении в Денвер в 1989 году, губернатор Рой Ромер вновь назначил Риттера в офис окружного прокурора, а в 1993 году — окружным прокурором. На этом посту в 1994 году он создал один из первых в стране суд по делам о наркотиках. В суде Риттер поддерживал обвинения в сексуальном насилии и в насилии в семье, а также в преступлениях против пожилых людей. Во время пребывания в должности окружного прокурора Риттер был вице-президентом Национальной ассоциации окружных прокуроров, председателем Американского научно-исследовательского института прокуратуры, а также членом Национальной ассоциации специалистов по делам о наркотиках.
В 2006 году Риттер был избран губернатором штата Колорадо. На выборах он победил кандидата от Республиканской партии Боба Бопреза, набрав 57,0 % голосов против 40,2 % у соперника. По семейным обстоятельствам Риттер не стал переизбираться на второй срок в 2010 году.
После ухода с поста губернатора Риттер работает директором Центра новой энергетики в Университете штата Колорадо.

### Личная жизнь
Билл и Джинни Риттер поженились в 1983 году. У них четверо детей: Огуст, Эйб, Сэм, и Талли. Дженни работает внештатным преподавателем в государственной школе.